# Communauté Emmaüs
Pour les articles homonymes, voir Emmaüs et Communauté.
Pour des articles plus généraux, voir Mouvement Emmaüs, Emmaüs International et Emmaüs France.

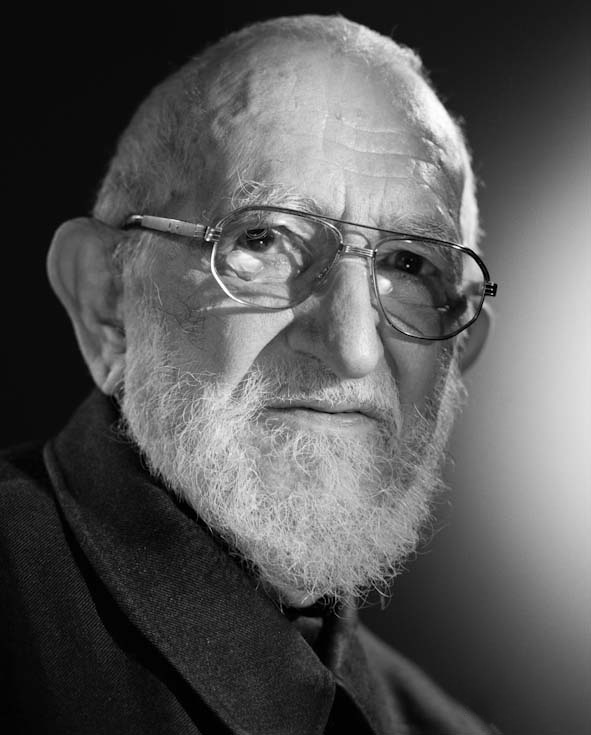
L'abbé Pierre, fondateur du mouvement Emmaüs. Portrait photographique pris en 1998 par le Studio Harcourt.

Les communautés Emmaüs sont des associations dont la première a été créée par l'abbé Pierre en 1949. Elles ont pour but d'accueillir, de façon inconditionnelle, des exclus qui cherchent un lieu où vivre, travailler, se reconstruire. Ces personnes accueillies sont appelées « compagnons d'Emmaüs ».

## Historique
L'abbé Pierre a fondé en 1949 le mouvement Emmaüs (en référence à Emmaüs, village de Palestine apparaissant dans un épisode du dernier chapitre de l'Évangile selon saint Luc). Ce mouvement est une organisation laïque de lutte contre l'exclusion qui a débuté dès l'été 1949 avec la création de la "communauté Emmaüs" de Neuilly-Plaisance, au 38 avenue Paul-Doumer, au départ auberge de jeunesse. Le mouvement Emmaüs s'est ramifié en diverses structures : SOS familles Emmaüs, entreprises d'insertions, la Fondation abbé Pierre. Les différentes communautés étaient jusqu'en 2008 regroupées en sept fédérations qui avaient chacune leur propre mode d'organisation et de fonctionnement. La plus importante, numériquement, était l'Union centrale de communautés Emmaüs, créée en 1958.

## Martin Hirsch et le statut des communautés Emmaüs en France

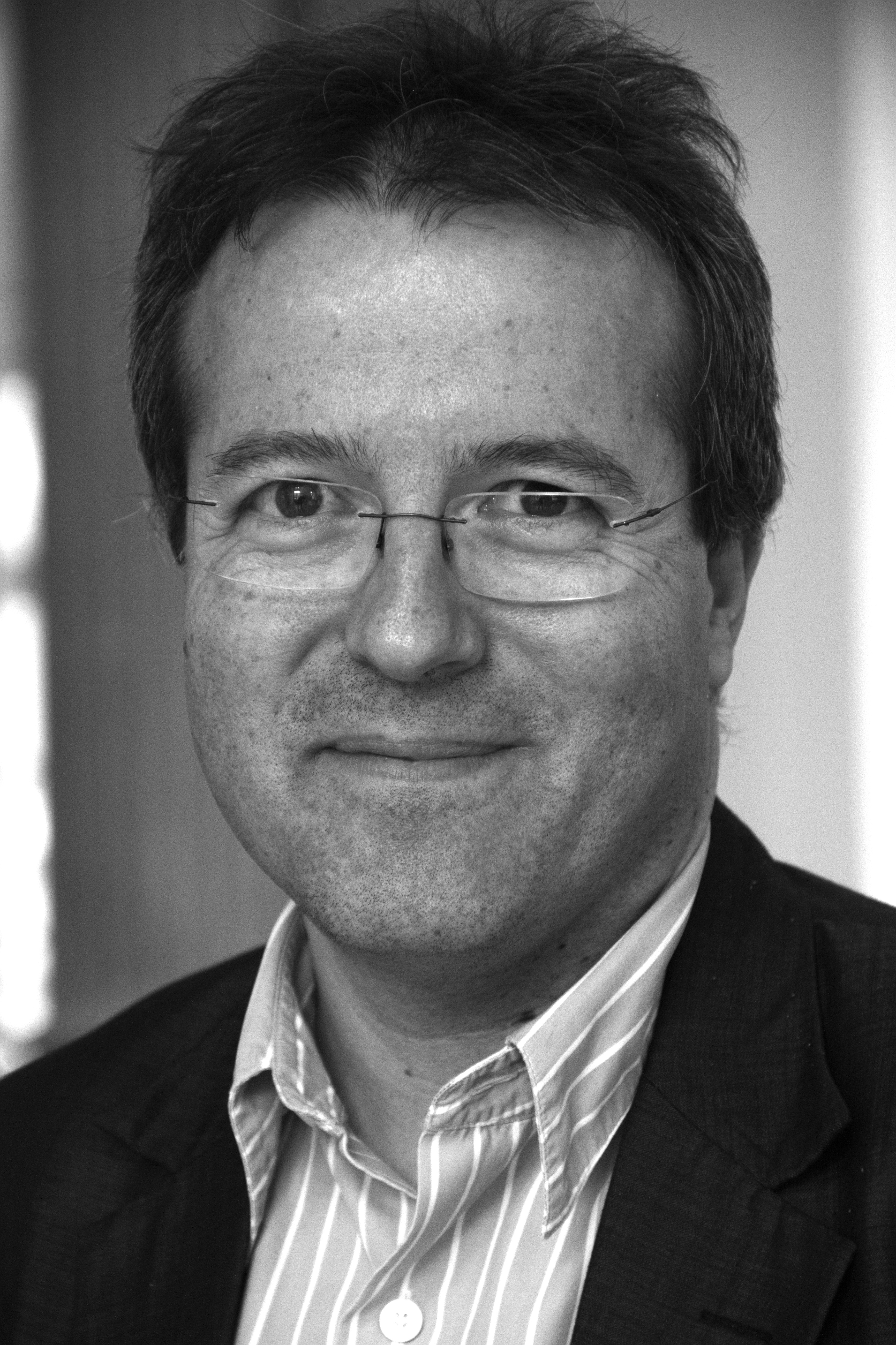
Martin Hirsch (par Claude Truong-Ngoc), en avril 2013.

En janvier 2003, Martin Hirsch président d'Emmaüs France depuis mai 2002 procéda à la réforme de l'organisation pour la structurer en trois branches : la branche communautaire, la branche action sociale et logement, et la branche Économie solidaire et Insertion. Cette réforme de l'organisation interne d'Emmaüs France a entrainé la disparition des fédérations et leur fusion au sein de la branche communautaire d'Emmaüs France.
Après avoir démissionné le 18 mai 2007, Martin Hirsch fut nommé au poste de haut-commissaire aux Solidarités actives contre la pauvreté dans le gouvernement François Fillon. C'est ainsi qu'à la date du 14 juillet 2009, les communautés Emmaüs ont disposé d'un statut reconnu par l'État : "organismes d'accueil communautaire et d'activités solidaires" ou OACAS. À ce statut Martin Hirsch fit adopter le décret de création du revenu de solidarité active.

## Fonctionnement
En France il existe 120 communautés Emmaüs qui sont toutes membres d'Emmaüs France et d'Emmaüs International, cette dernière fédération ayant pour objet de regrouper l'ensemble des groupes Emmaüs du monde constitue le projet central du mouvement Emmaüs.
Les communautés Emmaüs accueillent aujourd’hui près de 3 880 compagnons d'Emmaüs . Elles constituent des lieux d’accueil, de vie, de travail et de solidarité qui fonctionnent uniquement grâce à l’activité de récupération des compagnons d'Emmaüs, des personnes exclues accueillies de façon « inconditionnelle » pour une durée indéterminée. Les communautés Emmaüs ne reçoivent aucune subvention de fonctionnement, leurs revenus proviennent essentiellement des mobiliers récupérés chez les particuliers (meubles, vêtements, bibelots, vélos), qui après restauration, font l'objet de reventes à bas prix.

## Liste des Communautés Emmaüs par régions
En 2020, il y a 119 communautés :

### Auvergne-Rhône-Alpes(FR-ARA)
| Ordre | Département  | Ville                    | Code Insee | Adresse                                    | Code postal |
| ----- | ------------ | ------------------------ | ---------- | ------------------------------------------ | ----------- |
| 1     | Cantal       | Aurillac                 | 15014      | 10 Rue de la Somme                         | 15000       |
| 2     | Ardèche      | Bogy                     | 07036      | Hameau de Charbieux                        | 07340       |
| 3     | Isère        | Bourgoin-Jallieu         | 38053      | 35 Petite Rue de la Plaine                 | 38300       |
| 4     | Haute-Savoie | Cranves-Sales            | 74094      | 631 Route des Tattes de Borly              | 74380       |
| 5     | Drôme        | Étoile-sur-Rhône         | 26124      | 200 Saint-Marcellin                        | 26800       |
| 6     | Loire        | Firminy/Roche-la-Molière | 42095      | Puits Cambefort (rue l'Abbé Pierre) 42230  | 26800       |
| 7     | Savoie       | La Motte-Servolex        | 73179      | 405 Rue Denis Papin                        | 73290       |
| 8     | Allier       | Montluçon                | 03185      | 26 Rue du 14 Juillet                       | 03100       |
| 9     | Allier       | Moulins                  | 03190      | 80 Quai d'Allier                           | 03000       |
| 10    | Puy-de-Dôme  | Puy-Guillaume            | 63291      | 6 Rue de l'Ache                            | 63290       |
| 11    | Isère        | Saint-André-le-Gaz       | 38357      | 5 Rue du Dr Roux                           | 38490       |
| 12    | Drôme        | Saint-Paul-lès-Romans    | 26323      | Z.A. Grand Chasse, 420 Impasse Abbé Pierre | 26750       |
| 13    | Isère        | Sassenage                | 38474      | 33 Avenue de Valence                       | 38360       |
| 14    | Ain          | Servas                   | 01405      | 5 place de l'Église                        | 01960       |
| 15    | Rhône        | Tarare                   | 69243      | 29 Rue Boucher de Perthes                  | 69170       |
| 16    | Rhône        | Vénissieux               | 69259      | 8 Avenue Marius Berliet                    | 69200       |
| 17    | Isère        | Vienne                   | 38544      | 5 Avenue Marcellin Berthelot               | 38200       |

### Bourgogne-Franche-Comté(FR-BFC)
| Ordre | Département    | Ville                 | Code Insee | Adresse                              | Code postal |
| ----- | -------------- | --------------------- | ---------- | ------------------------------------ | ----------- |
| 1     | Saône-et-Loire | Autun                 | 71014      | 32 Avenue Charles de Gaulle          | 71400       |
| 2     | Yonne          | Auxerre               | 89024      | 4 Rue Andrée Merle                   | 89230       |
| 3     | Doubs          | Besançon              | 25056      | 9 Chemin des Vallières À Port Douvot | 25000       |
| 4     | Doubs          | Montbéliard           | 25388      | Route d'Allondans                    | 25200       |
| 5     | Côte-d'Or      | Norges (Emmaüs Dijon) | 21462      | Route de Dijon,                      | 21490       |
| 6     | Nièvre         | Nevers-Magny-Cours    | 58194      | domaine de la folie                  | 58000       |
| 7     | Côte-d'Or      | Planay                | 21484      | 1 Rue de la Tonille                  | 21500       |

### Bretagne(FR-BRE)
| Ordre | Département            | Ville        | Code Insee | Adresse                        | Code postal |
| ----- | ---------------------- | ------------ | ---------- | ------------------------------ | ----------- |
| 1     | Finistère              | Brest        | 29019      | 190 Rue de Gouesnou            | 29200       |
| 2     | Ille-et-Vilaine        | Fougères     | 35115      | 11 Rue des Compagnons d'Emmaüs | 35300       |
| 3     | Finistère              | Quimperlé    | 29233      | Les Trois Pierres REDENE       | 29300       |
| 4     | Ille-et-Vilaine        | Rennes       | 35238      | 21 Rue de la Donelière         | 35000       |
| 5     | Côtes-d'Armor          | Saint-Brieuc | 22278      | Rue du Moulin à Papier         | 22000       |
| 6     | Morbihan Emmaüs Vannes | Saint-Nolff  | 56231      | Lieu dit Le guern              | 56250       |

### Centre-Val de Loire(FR-CVL)
| Ordre | Département    | Ville       | Code Insee | Adresse                                               | Code postal |
| ----- | -------------- | ----------- | ---------- | ----------------------------------------------------- | ----------- |
| 1     | Cher           | Bourges     | 18033      | Rue du Verniller, La Chapelle-Saint-Ursin             | 18570       |
| 2     | Indre          | Déols       | 36063      | Allée Abbé Pierre, Domaine de la Tristerie            | 36130       |
| 3     | Loiret         | Ormes       | 45235      | 1 Chemin de l'Allée                                   | 45140       |
| 4     | Indre-et-Loire | Esvres      | 37104      | Z.A. de la Pommeraie – D 943, Avenue de l'Abbé Pierre | 37320       |
| 5     | Indre          | Châteauroux | 36044      | 8 Rue André Lescaroux                                 | 36000       |
| 6     | Indre          | Le Blanc    | 36018      | 61 - 63 Rue de la République                          | 36300       |
| 7     | Indre          | La Châtre   | 36046      | Rue des Rouettes                                      | 36400       |

### Grand Est(FR-GES)
| Ordre | Département        | Ville                | Code Insee | Adresse                               | Code postal |
| ----- | ------------------ | -------------------- | ---------- | ------------------------------------- | ----------- |
| 1     | Haut-Rhin          | Cernay               | 68063      | 18 Avenue d'Alsace                    | 68700       |
| 2     | Marne              | Châlons-en-Champagne | 51108      | 12 Bis Chemin du Perthuis             | 51000       |
| 3     | Ardennes           | Charleville-Mézières | 08105      | 973, route du hameau de Briancourt    | 08350       |
| 4     | Marne              | Épernay              | (51230)    | 6, rue Saint-Antoine, Tours-sur-Marne | 51150       |
| 5     | Moselle            | Forbach              | 57227      | 34, rue du Rempart                    | 57600       |
| 6     | Haute-Marne        | Foulain              | 52205      | 7, Rue des Pichaux                    | 52800       |
| 7     | Bas-Rhin           | Haguenau             | 67180      | 99 Route de Bischwiller               | 67500       |
| 8     | Moselle            | Metz                 | 57463      | Avenue de Strasbourg                  | 57245       |
| 9     | Meurthe-et-Moselle | Mont-sur-Meurthe     | 54383      | 15 Rue de l'Abbé-Pierre,              | 54360       |
| 10    | Bas-Rhin           | Scherwiller          | 67445      | 6 Place Abbé Pierre                   | 67750       |
| 11    | Bas-Rhin           | Strasbourg           | (67482)    | 5 Chemin de la Holtzmatt              | 67200       |
| 12    | Haute-Saône        | Vesoul               | 70550      | 4 rue Louis-Ampère                    | 70000       |

### Hauts-de-France(FR-HDF)
| Ordre | Département   | Ville                      | Code Insee | Adresse                        | Code postal |
| ----- | ------------- | -------------------------- | ---------- | ------------------------------ | ----------- |
| 1     | Somme         | Amiens                     | 80021      | 174 Rue Lucien-Barbier         | 80450       |
| 2     | Aisne         | Berry-au-Bac               | 02073      | 3 Avenue du Général de Gaulle  | 02190       |
| 3     | Pas-de-Calais | Boulogne-sur-Mer           | 62160      | Brequerecque                   | 62200       |
| 4     | Pas-de-Calais | Bruay-la-Buissière         | 62178      | Chemin des Dames               | 62700       |
| 5     | Nord          | Fontaine-Notre-Dame        | 59122      | 952 Route Nationale            | 59400       |
| 6     | Nord          | Dunkerque                  | 59183      | 62 Rue de la Gare              | 59760       |
| 7     | Oise          | Erquery                    | 60215      | Rue Pasteur                    | 60600       |
| 8     | Nord          | Glageon                    | 59261      | 2 Rue du Moulin                | 59132       |
| 9     | Nord          | Nieppe                     | 59431      | 514 Ruelle des Rameaux         | 59850       |
| 10    | Aisne         | Rozières-sur-Crise         | 02663      | Chemin de Chivry               | 02200       |
| 11    | Nord          | Saint-André-lez-Lille      | 59527      | 181 Rue du Général Leclerc     | 59350       |
| 12    | Pas-de-Calais | Saint-Martin-lez-Tatinghem | 62757      | 54 Rue du Noir-Cornet,         | 62500       |
| 13    | Aisne         | Saint-Quentin              | 02691      | 35 Chemin de Lehaucourt        | 02100       |
| 14    | Nord          | Tourcoing                  | 59599      | 172 Rue Winoc-Chocqueel        | 59200       |
| 15    | Aisne         | Vervins-Saint-Gobert       | 02789      | 3 Route Nationale les Baraques | 02140       |
| 16    | Nord          | Wambrechies                | 59636      | 1 Chemin du Fort               | 59118       |

### Île-de-France(FR-IDF)
| Ordre | Département       | Ville                                       | Code Insee | Adresse                                 | Code postal |
| ----- | ----------------- | ------------------------------------------- | ---------- | --------------------------------------- | ----------- |
| 1     | Val-d'Oise        | Bernes-sur-Oise                             | 95058      | 9 Chemin Pavé                           | 95340       |
| 2     | Yvelines          | Bougival                                    | 78092      | 7 Lieu dit Île de la Loge               | 78560       |
| 3     | Yvelines          | Follainville-Dennemont                      | 78239      | Route de Sandrancourt                   | 78520       |
| 4     | Val-de-Marne      | Ivry-sur-Seine                              | 94041      | 42, rue Pierre et Marie Curie           | 94200       |
| 5     | Val-de-Marne      | Le Plessis-Trévise                          | 94059      | 41 Avenue Lefèvre                       | 94420       |
| 6     | Essonne           | Longjumeau                                  | 91345      | 8 Avenue de l'Abbé Pierre               | 91160       |
| 7     | Seine-et-Marne    | Montereau-Fault-Yonne                       | 77305      | Ferme de Rubrette, 22 Rue de la Garenne | 77130       |
| 8     | Seine-Saint-Denis | Neuilly-sur-Marne                           | 93050      | 15 Boulevard Louis Armand               | 93330       |
| 9     | Seine-Saint-Denis | Neuilly-Plaisance                           | 93049      | 38 Avenue Paul Doumer                   | 93360       |
| 10    | Val-de-Marne      | Ivry-sur-Seine (Communauté Emmaüs de Paris) | 94041      | 7-9 Rue Jean Jacques Rousseau           | 94200       |
| 11    | Yvelines          | Trappes                                     | 78621      | 201 Avenue des Bouleaux                 | 78190       |

### Normandie(FR-NOR)
| Ordre | Département    | Ville                 | Code Insee | Adresse                                          | Code postal |
| ----- | -------------- | --------------------- | ---------- | ------------------------------------------------ | ----------- |
| 1     | Orne           | Alençon               | 61001      | 139 Chemin des Planches                          | 61000       |
| 2     | Calvados       | Caen                  | 14118      | 102 Avenue de Rouen                              | 14000       |
| 3     | Manche         | Cherbourg-en-Cotentin | 50129      | Rue de l'Abbé Pierre, Équeurdreville-Hainneville | 50120       |
| 4     | Seine-Maritime | Elbeuf                | 76231      | 131 Rue du Lieroult, Saint-Pierre-lès-Elbeuf     | 76320       |
| 5     | Seine-Maritime | Le Havre              | 76351      | 56 rue d'Iéna                                    | 76600       |
| 6     | Seine-Maritime | Rouen                 | 76540      | 8 Rue de l'Abbé Pierre, Notre-Dame-de-Bondeville | 76960       |

### Nouvelle-Aquitaine(FR-NAQ)
| Ordre | Département          | Ville                                        | Code Insee | Adresse                                     | Code postal |
| ----- | -------------------- | -------------------------------------------- | ---------- | ------------------------------------------- | ----------- |
| 1     | Lot-et-Garonne       | Agen                                         | 47001      | 5 Rue Jourdain,                             | 47000       |
| 2     | Charente             | Angoulême                                    | 16015      | 23 Rue des Compagnons d'Emmaüs, La Couronne | 16400       |
| 3     | Landes               | Bayonne (Tarnos)                             | 40312      | 361 Route Abbé Pierre, Tarnos               | 40220       |
| 4     | Vienne               | Châtellerault                                | 86066      | 21 Chemin de Ponteraux                      | 86100       |
| 5     | Dordogne             | Coulounieix-Chamiers                         | 24138      | 7 Rue Gustave Eiffel                        | 24660       |
| 6     | Pyrénées-Atlantiques | Lescar                                       | 64335      | Chemin Salié                                | 64230       |
| 7     | Haute-Vienne         | Limoges                                      | 87085      | 78 Rue Armand Barbès                        | 87000       |
| 8     | Deux-Sèvres          | Mauléon                                      | 79079      | 48 Rue de Nantes                            | 79700       |
| 9     | Deux-Sèvres          | Niort                                        | 79191      | Souchéco, 14 Rue André Gide                 | 79000       |
| 10    | Vienne               | Poitiers (Ligugé)                            | 86194      | La Matauderie                               | 86240       |
| 11    | Charente-Maritime    | Rochefort (Saint-Agnant (Charente-Maritime)) | 17299      | La Jeune Grollière                          | 17620       |
| 12    | Charente-Maritime    | Saintes (Saint-Romain-de-Benet)              | 17415      | 11 Impasse du Blanc                         | 17600       |
| 13    | Deux-Sèvres          | Thouars (Sainte-Radegonde)                   | 79329      | 19 Rue de la Mairie                         | 79100       |

### Occitanie(FR-OCC)
| Ordre | Département         | Ville                            | Code Insee | Adresse                       | Code postal |
| ----- | ------------------- | -------------------------------- | ---------- | ----------------------------- | ----------- |
| 1     | Tarn                | Albi                             | 81004      | 9 Rue Louis Cavaillès         | 81000       |
| 2     | Gers                | Auch                             | 32013      | Route d'Agen                  | 32000       |
| 3     | Tarn                | Aussillon                        | 81021      | 18 Rue de la Métallurgie      | 81200       |
| 4     | Hérault             | Béziers Servian                  | 34032      | Lieu Dit la Bassouille        | 34290       |
| 5     | Hérault             | Frontignan                       | 34108      | 122 Avenue de la Méditerranée | 34110       |
| 6     | Tarn-et-Garonne     | La Ville-Dieu-du-Temple          | 82096      | Route de Lagarde              | 82290       |
| 7     | Hérault             | Saint-Aunès (Emmaüs Montpellier) | 34172      | Vieille Cadoule               | 34130       |
| 8     | Ariège              | Pamiers                          | 09225      | 3 Impasse du Pigeonnier       | 09100       |
| 9     | Pyrénées-Orientales | Perpignan Pollestres             | 66136      | RD 900, Mas d'en Garria       | 66450       |
| 10    | Aveyron             | Rodez                            | 12202      | 8 Rue des Artisans            | 12000       |
| 11    | Haute-Garonne       | Saint-Gaudens                    | 31483      | 14 Avenue de Boulogne         | 31800       |
| 12    | Haute-Garonne       | Labarthe-sur-Lèze (Toulouse)     | 31248      | Chemin des Agriès             | 31860       |

### Pays de la Loire(FR-PDL)
| Ordre | Département      | Ville                                             | Code Insee | Adresse                                  | Code postal |
| ----- | ---------------- | ------------------------------------------------- | ---------- | ---------------------------------------- | ----------- |
| 1     | Maine-et-Loire   | Angers                                            | 49007      | 10bis Rue Vaucanson,                     | 49000       |
| 2     | Maine-et-Loire   | Cholet                                            | 49099      | 163 Rue Auguste Gibouin                  | 49300       |
| 3     | Vendée           | Saint-Michel-le-Cloucq (Emmaus Fontenay-le-Comte) | 85092      | 24 Rue de la Meilleraie                  | 85200       |
| 4     | Vendée           | La Roche-sur-Yon                                  | 85191      | 71 Boulevard Aristide Briand             | 85000       |
| 5     | Mayenne          | Laval                                             | 53130      | 72 Avenue de Mayenne                     | 53000       |
| 6     | Sarthe           | La Milesse (Emmaus Le Mans)                       | 72181      | 61 Chemin de Montaillé, 72650 La Milesse | 72198       |
| 7     | Loire-Atlantique | Bouguenais (Emmaus Nantes)                        | 44109      | La Guilloterie, Rue d'Emmaüs             | 44340       |
| 8     | Loire-Atlantique | Saint-Nazaire                                     | 44184      | 4 Rue Graham Bell                        | 44600       |
| 9     | Loire-Atlantique | Châteaubriant La Maison Emmaüs                    | 44110      | 25 bis rue du président Kennedy          | 44110       |

### Provence-Alpes-Côte d'Azur(FR-PAC)
| Ordre | Département      | Ville                           | Code Insee | Adresse                                          | Code postal |
| ----- | ---------------- | ------------------------------- | ---------- | ------------------------------------------------ | ----------- |
| 1     | Bouches-du-Rhône | Arles                           | 13004      | 299 Avenue Abbé Pierre                           | 13200       |
| 2     | Bouches-du-Rhône | Cabriès                         | 13019      | Chemin d'Emmaüs                                  | 13480       |
| 3     | Vaucluse         | Courthézon                      | 84039      | ZA La Grange Blanche, 748 Chemin de la Papeterie | 84350       |
| 4     | Var              | La Seyne-sur-Mer                | 83126      | 275 Avenue Robert Brun                           | 83500       |
| 5     | Bouches-du-Rhône | 11e arrondissement de Marseille | 13211      | 46 Boulevard de la Cartonnerie                   | 13011       |
| 6     | Bouches-du-Rhône | 8e arrondissement de Marseille  | 13208      | 110 traverse Parangon                            | 13008       |
| 7     | Alpes-Maritimes  | Saint-André-de-la-Roche         | 06114      | 158 Chemin des Arnaud                            | 06730       |

## Photos de quelques communautés

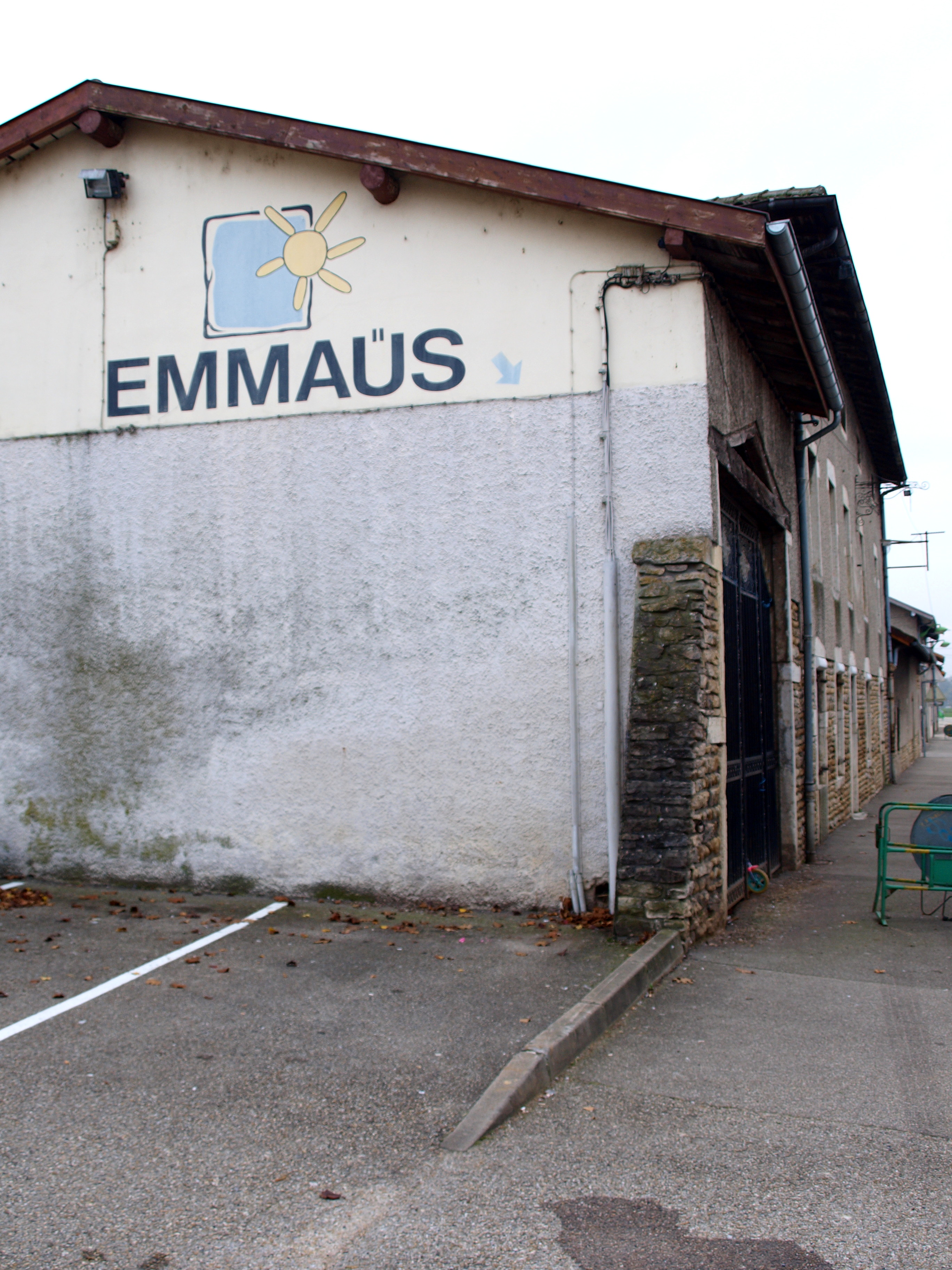
Emmaüs Servas.
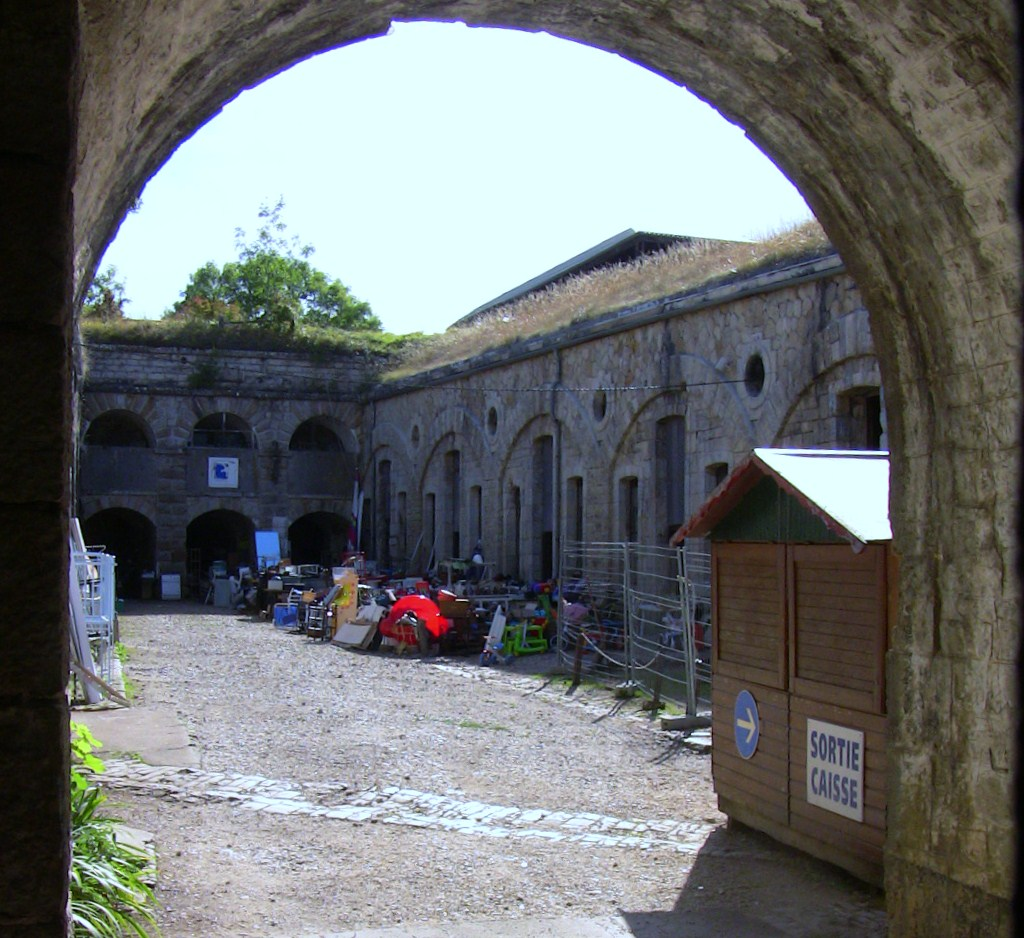
Fort de Planoise, Emmaüs Besançon
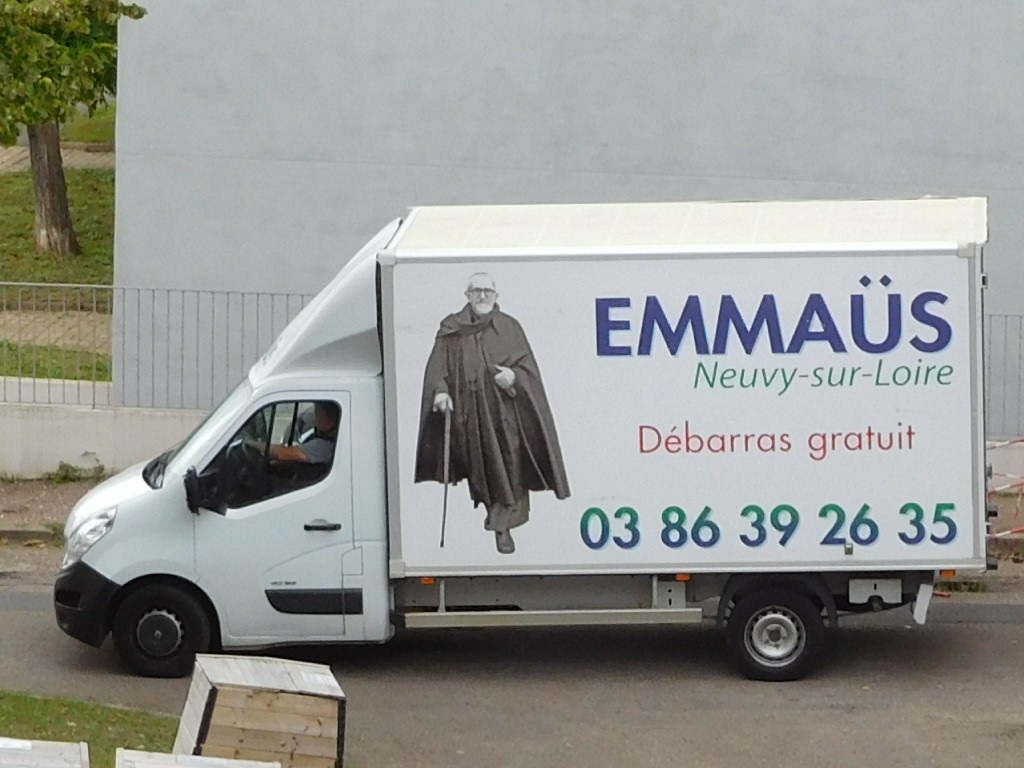
Camionnette Emmaüs de Neuvy-sur-Loire
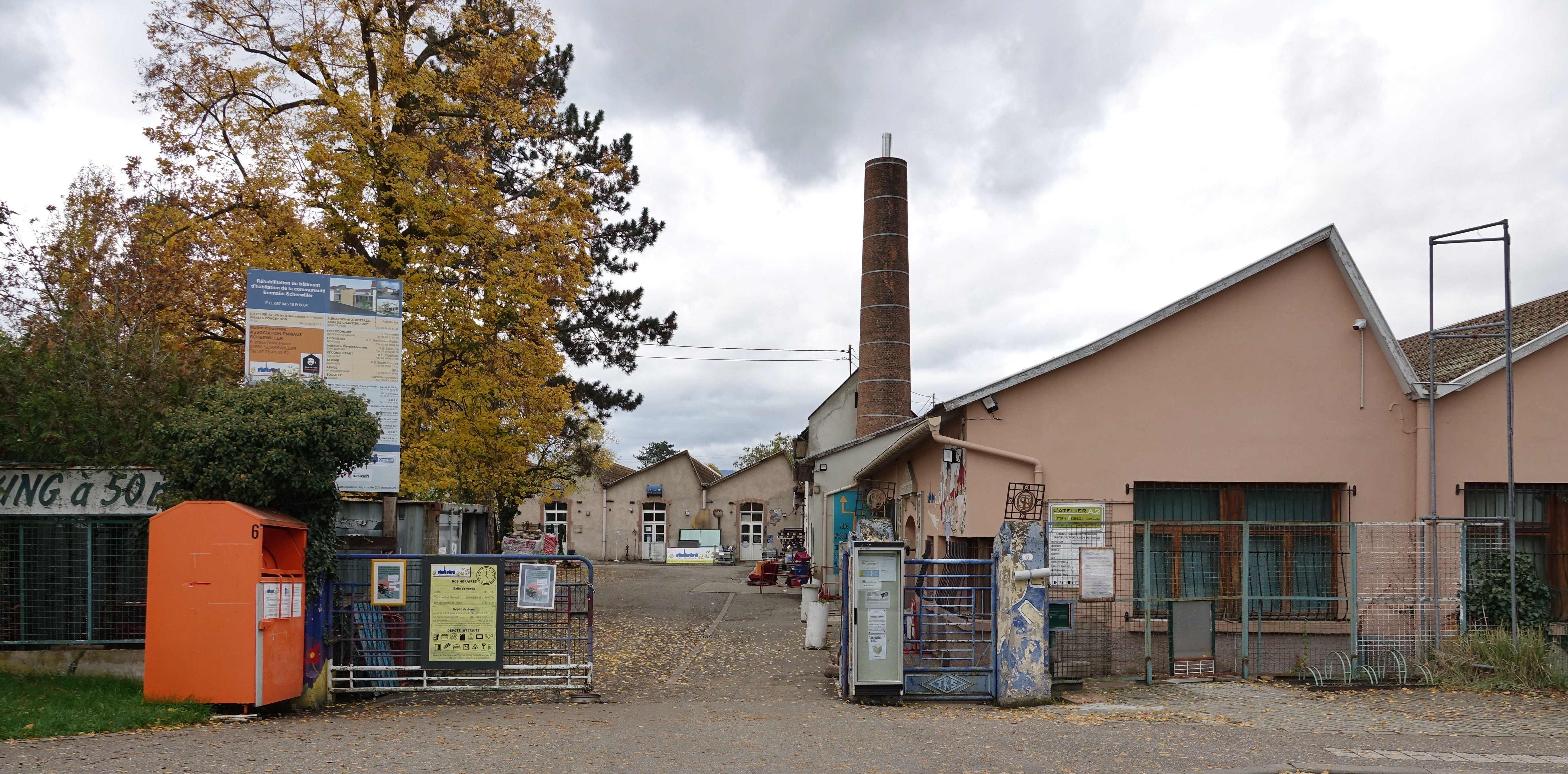
Emmaüs Scherwiller
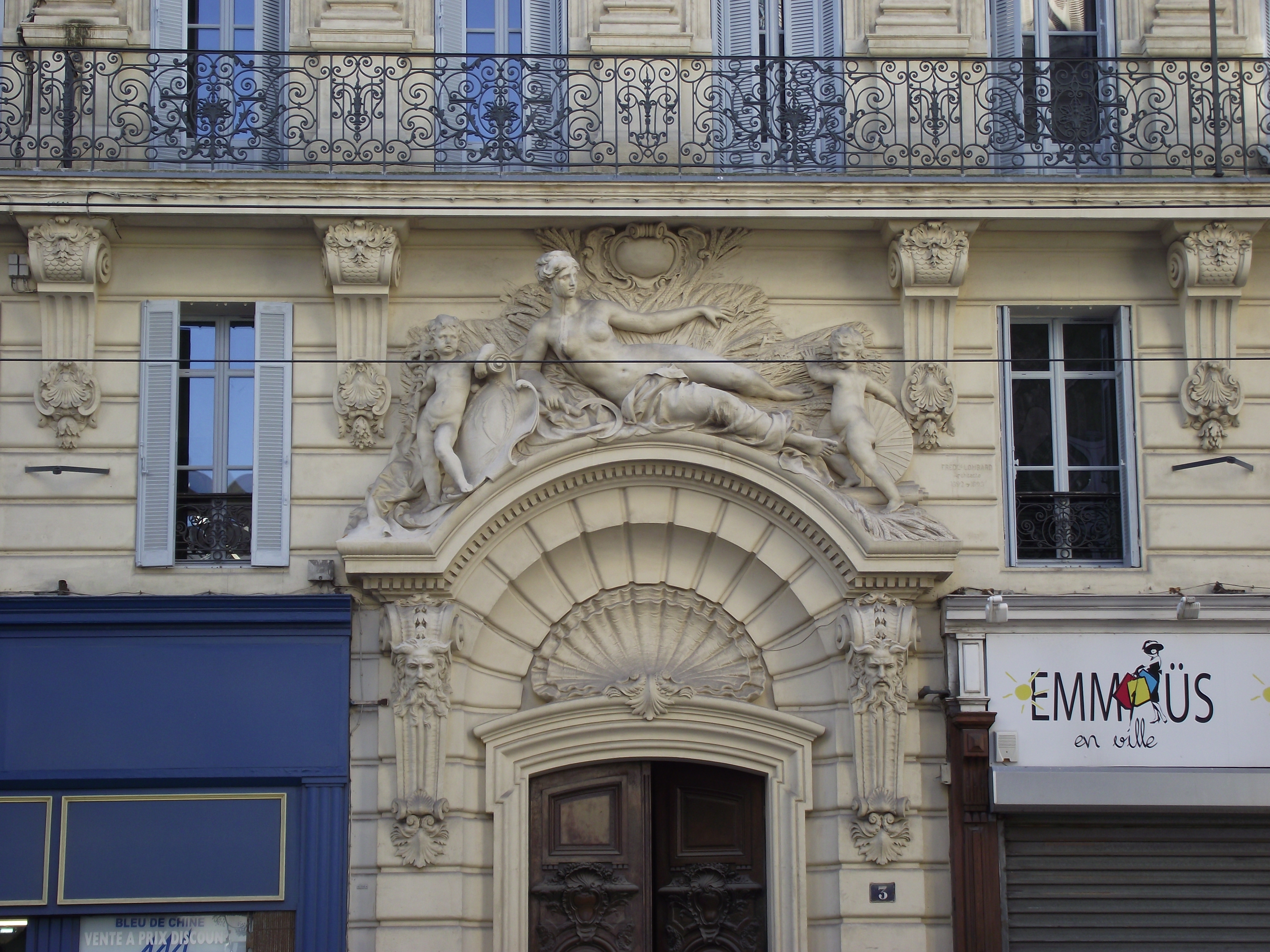
Emmaüs Rue Colbert (Marseille)

## Statut spécifique des compagnons d'Emmaüs
Les compagnons d'Emmaüs, bénéficiaient du statut spécifique de personnes accueillies dans des organismes d'accueil communautaire et d'activités solidaires, créé par la loi du 1er décembre 2008 généralisant le revenu de solidarité active. Ce statut remanié avec la loi du 14 juillet 2009, apporte des garanties relatives à leur habitat, à leur accompagnement social et à un soutien financier. Le statut des compagnons est « exclusif de tout lien de subordination ».

## L'exemple de la Communauté Emmaüs-Lescar

### Filmographie
Le long métrage I Feel Good de Benoît Delépine et Gustave Kervern a été tourné dans le village Emmaüs de Lescar, une commune située dans le département des Pyrénées-Atlantiques en région Nouvelle-Aquitaine. le film met en scène une communauté Emmaüs.
En 2018, le documentariste Jean-Dominique Gautier réalise le film de 75 min "Parlons utopie" qui présente le projet de vie collectif de ce village Emmaüs de 150 personnes environ.

### Festival
Le Village Emmaüs Lescar-Pau organise depuis 2007 un festival dans lequel il mêle concerts et conférences-débats sur les thèmes de la solidarité ou encore des modèles économiques alternatifs. L' édition 2014 a accueilli un nombre record de festivaliers, avec près de 24 000 personnes.

### Critique
Reporterre rapporte que des compagnons exclus du village Emmaüs Lescar-Pau de par leurs comportements inacceptables et dangereux, dénoncent les conditions de vie et de travail infligées par le directeur du village.

## Applications

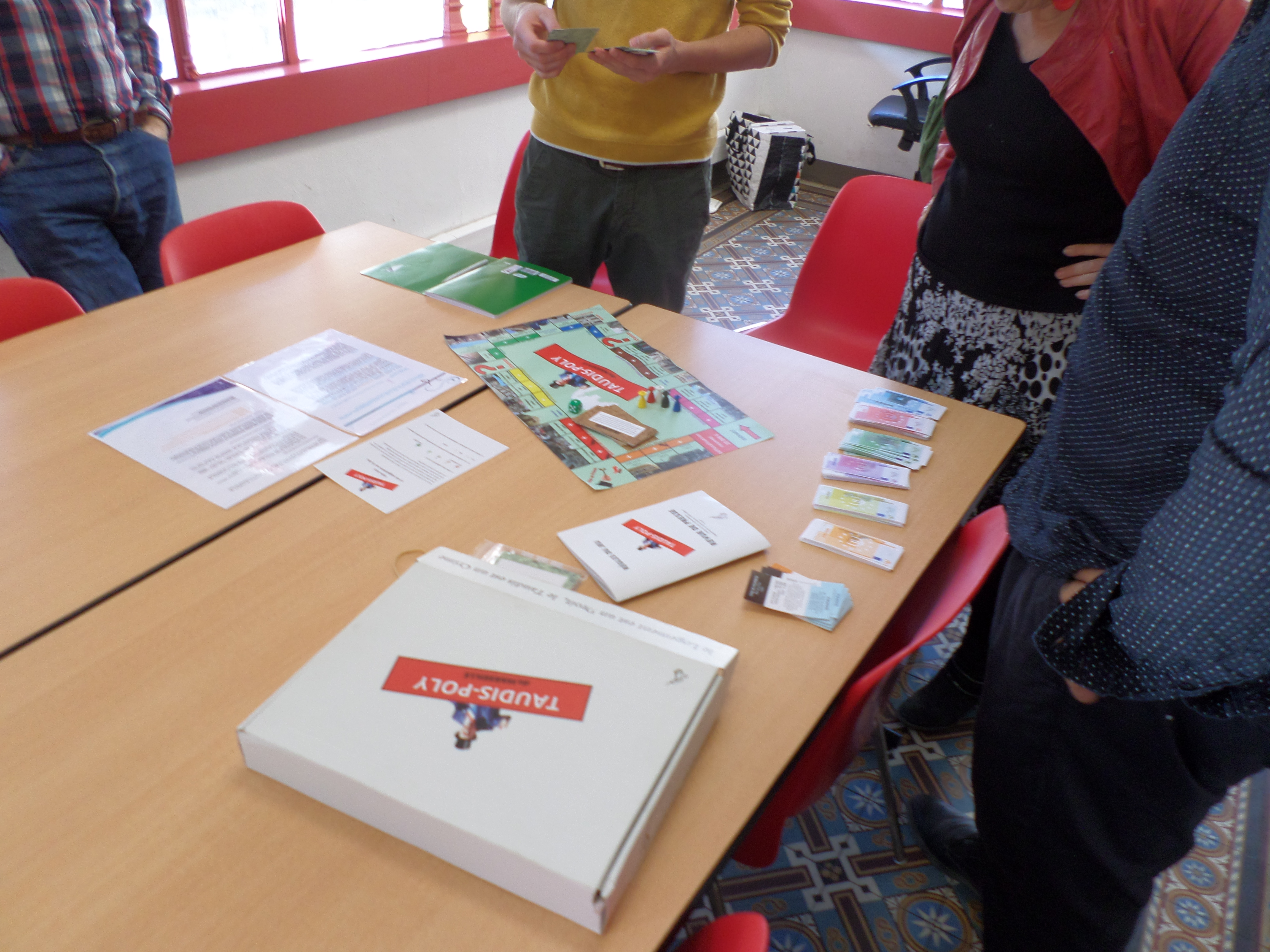
Taudis Poly

La communauté Emmaüs du quartier de La Pointe-Rouge, dans le 8e arrondissement de Marseille, avec l'un des co-présidents Fathi Bouaroua, directrice de l' agence régionale Fondation Abbé-Pierre pour le logement des défavorisés, a créé un jeu pour dénoncer les logements indignes, le Taudis-Poly. Ce jeu de plateau qui s’inspire du Monopoly a été produit par Emmaüs en collaboration avec l'association Didac’Ressources.